# Anartia jatrophae
Anartia jatrophae (denominada popularmente, em língua inglesa, de White Peacock, ou Biscuit, em francês, e de Borboleta-pavão-branco, em português) é uma borboleta neotropical da família Nymphalidae e subfamília Nymphalinae, encontrada do sul dos Estados Unidos (com mais facilidade no Texas, Flórida e Carolina do Sul) até a Argentina; mas também no Caribe, nas Índias Ocidentais e em Trinidad e Tobago, Guadalupe e Martinica. Foi classificada por Carolus Linnaeus, com a denominação de Papilio jatrophae, em 1763. É a mais difundida espécie do gênero Anartia.

## Descrição
Indivíduos desta espécie possuem as asas de contornos serrilhados, com duas projeções, como pequenas caudas, nas asas traseiras. Possuem cerca de 5 a 7 centímetros de envergadura e são basicamente de coloração branca com delineamentos em marrom-acinzentado, vistos por cima, com 3 manchas circulares negras, uma na asa anterior e duas na posterior, visíveis em ambos os lados de suas asas (superior e inferior). Também apresentam cores em laranja e amarelo, principalmente na borda das asas, em algumas subespécies. Possuem pouco dimorfismo sexual, com suas fêmeas apresentando um padrão de coloração similar ao do macho. Ela também apresenta variação sazonal, com tipos diferentes de padrões. encontrados em estações diferentes. Na estação seca, a espécie é mais pálida e maior em tamanho; na estação chuvosa, a sua forma é menor e ela é mais escura em suas cores.

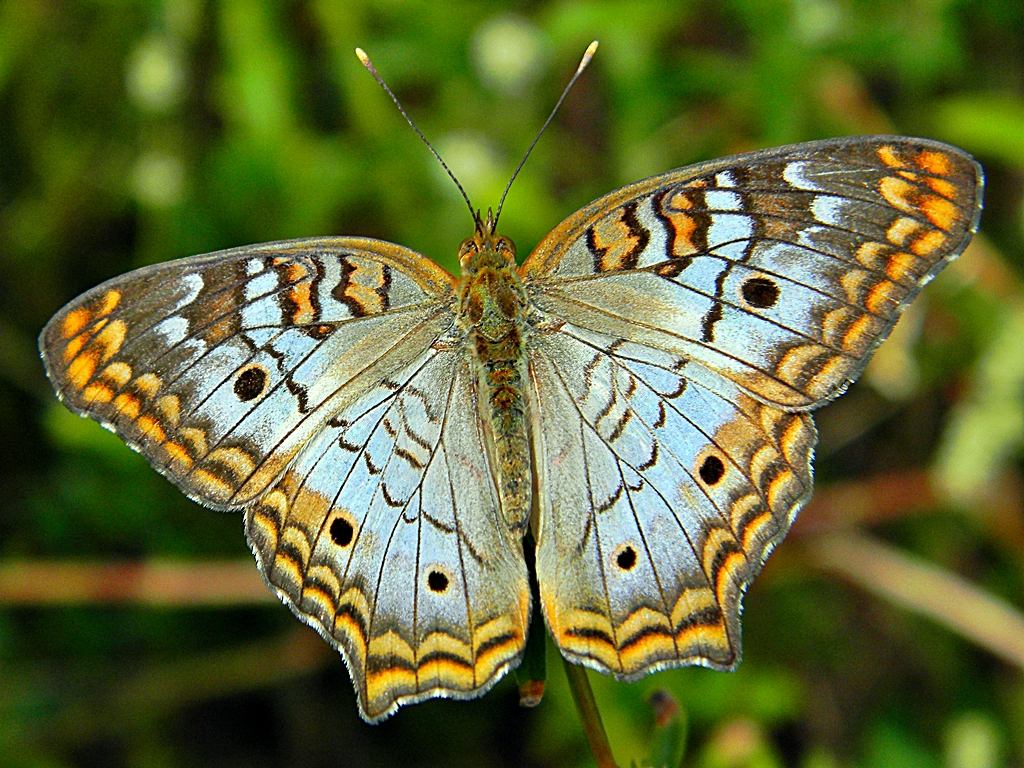
A. jatrophae de asas abertas.
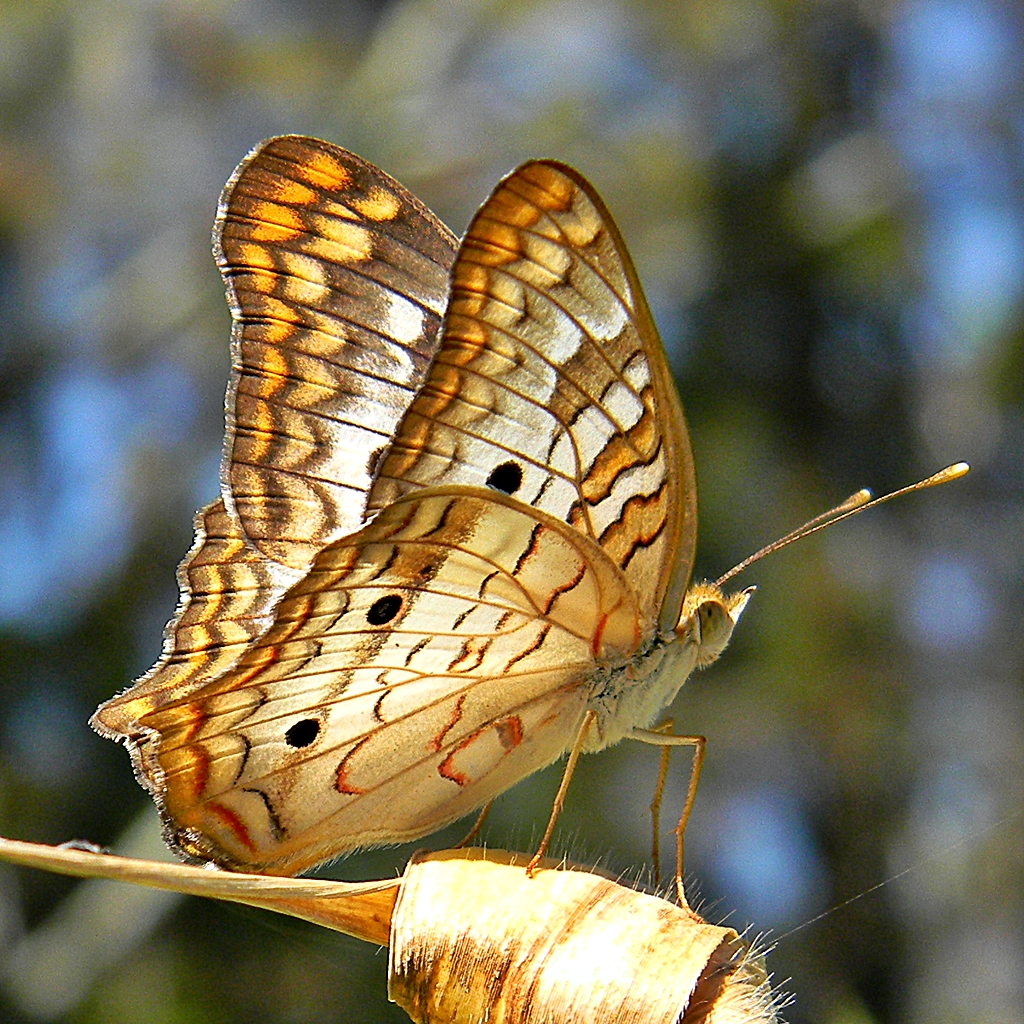
A. jatrophae vista por baixo.

## Hábitos
Segundo Adrian Hoskins, esta espécie pode ser encontrada ao longo das margens dos rios, pântanos e clareiras, mas também em ambientes antrópicos; ocorrendo, principalmente, em habitats de floresta secundária e em campos, pastagens, jardins, praças, estradas e pomares, em altitudes de até 1.500 metros ou mais. São ativas nas horas quentes do dia, principalmente ativas no período da manhã, quando podem ser vistas no solo ou em folhagem baixa. No final do dia elas repousam, quando a temperatura sobe, em ambientes semi-sombreados da borda das florestas. Se alimentam de substâncias retiradas de flores como Bidens alba e Lantana camara.

## Ovo, lagarta, crisálida e planta-alimento
As lagartas de Anartia jatrophae se alimentam de um amplo espectro de plantas (gêneros Lantana, Ruellia, Bacopa, Blechum, Lippia, Lindernia, Phyla e Melissa) Nascem de ovos isolados, de coloração amarela, colocados próximos ou do lado de baixo da planta-alimento, e suas lagartas são negras e moderadamente engrossadas, contendo espinhos de base amarela. São dotadas de projeções, como chifres, em sua cabeça. Sua crisálida é lisa e de coloração verde, adquirindo o padrão das asas do inseto, um pouco antes da borboleta emergir.

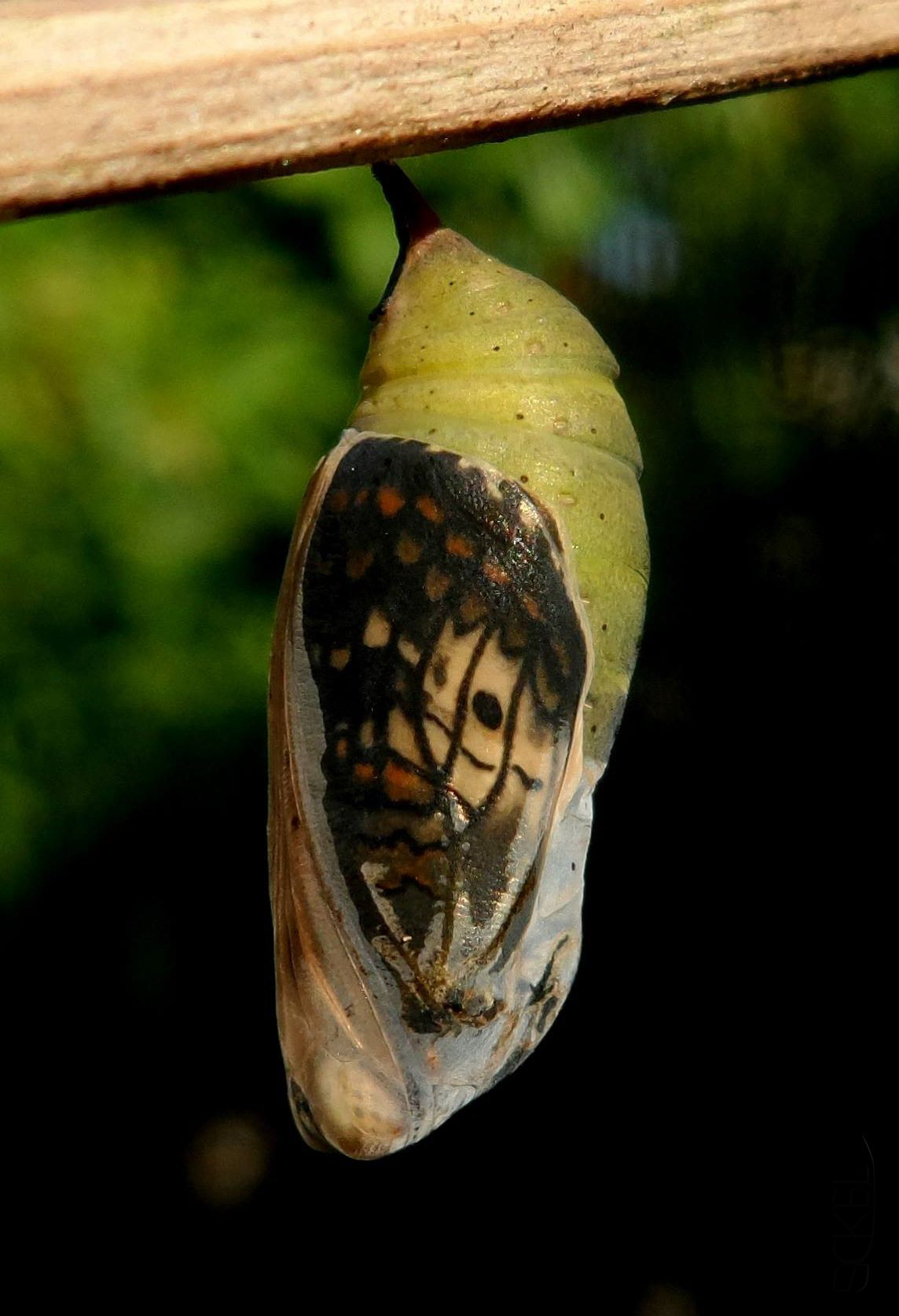
A. jatrophae, crisálida.

## Subespécies
A. jatrophae possui sete subespécies:
- Anartia jatrophae jatrophae - Descrita por Linnaeus em 1763, de provável exemplar proveniente do Suriname ("Jatropha Americes" na descrição).
- Anartia jatrophae saturata - Descrita por Staudinger em 1885, de exemplar proveniente do Haiti.
- Anartia jatrophae jamaicensis - Descrita por Möschler em 1886, de exemplar proveniente da Jamaica.
- Anartia jatrophae guantanamo - Descrita por Munroe em 1942, de provável exemplar proveniente de Cuba.
- Anartia jatrophae intermedia - Descrita por Munroe em 1942, de exemplar proveniente de Saint Croix.
- Anartia jatrophae semifusca - Descrita por Munroe em 1942, de exemplar proveniente de Porto Rico.
- Anartia jatrophae luteipicta - Descrita por Fruhstorfer em 1907, de provável exemplar proveniente do Honduras.